# Il sole, l'aria, la luce, il cielo
Il sole, l'aria, la luce, il cielo è il terzo album in studio del cantante pop italiano Riccardo Fogli, pubblicato nel 1977 dall'etichetta discografica CGD.

## Tracce
1. Ricordati – 5:00 (Luigi Lopez e Carla Vistarini)
2. Il giorno comincia qui – 4:45 (Luigi Lopez e Carla Vistarini)
3. Paola – 5:25 (Renato Brioschi e Riccardo Fogli)
4. Dolce straniera – 3:20 (Luigi Lopez e Carla Vistarini)
5. Era musica, era amore – 5:00 (Luigi Lopez e Carla Vistarini)
6. Stella – 5:35 (Luigi Lopez e Carla Vistarini)
7. Vendo sogni – 4:25 (Marcello Aitiani e Riccardo Fogli)
8. Anna ti ricordi – 5:05 (Luigi Lopez e Carla Vistarini)
9. E la città si addormenta – 3:05 (Luigi Lopez e Carla Vistarini)
10. Piccola buonanotte – 3:05 (Luigi Lopez e Carla Vistarini)

Durata totale: 44:45

## Formazione
- Riccardo Fogli – voce, basso
- Enzo Giuffrè – chitarra acustica, chitarra a 6 corde, chitarra elettrica, chitarra a 12 corde, steel guitar, mandolino, armonica
- Gianni D'Aquila – batteria, timpani, percussioni
- Danilo Vaona – pianoforte, eminent, sintetizzatore, campana, vibrafono, celeste, clavicembalo
- Cosimo Fabiano – basso
- Luigi Lopez – chitarra acustica, chitarra a 6 corde, chitarra elettrica, chitarra a 12 corde, steel guitar, mandolino, armonica a bocca
- Cesare Bindi – batteria